# Milano-Sanremo 2006
La Milano-Sanremo 2006, novantasettesima edizione della corsa e valevole come terza prova del circuito UCI ProTour, si disputò il 18 marzo 2006 e affrontò un percorso totale di 294 km. Fu vinta da Filippo Pozzato con il tempo di 6h29'41", che fece salire le vittorie italiane a quota 50.
Alla partenza, alle 9.30 a Milano, erano presenti 200 corridori di cui 162 portarono a termine il percorso.

## Percorso
La competizione si svolse sul percorso tradizionale di questi ultimi anni, con il Passo del Turchino e il passaggio da Capo Mele, Capo Cervo, Capo Berta e la salita del Poggio a pochi chilometri dall'arrivo in via Roma.

## Squadre e corridori partecipanti
Presero parte alla prova le venti squadre con licenza UCI ProTeam. Ammesse tramite l'assegnazione di wild-card furono Acqua & Sapone, Team Barloworld, Ceramiche Panaria-Navigare, Naturino-Sapore di Mare e Team LPR.
| N.      | Cod. | Squadra                          |
| ------- | ---- | -------------------------------- |
| 1-8     | MRM  | Team Milram                      |
| 11-18   | A&S  | Acqua & Sapone                   |
| 21-28   | A2R  | AG2R Prévoyance                  |
| 31-38   | BAR  | Team Barloworld                  |
| 41-48   | BTL  | Bouygues Télécom                 |
| 51-58   | CEI  | Caisse d'Epargne-Illes Balears   |
| 61-68   | PAN  | Ceramiche Panaria-Navigare       |
| 71-78   | COF  | Cofidis, le Crédit par Téléphone |
| 81-88   | C.A  | Crédit Agricole                  |
| 91-98   | DVL  | Davitamon-Lotto                  |
| 101-108 | DSC  | Discovery Channel                |
| 111-118 | EUS  | Euskaltel-Euskadi                |
| 121-128 | FDJ  | La Française des Jeux            |

| N.      | Cod. | Squadra                 |
| ------- | ---- | ----------------------- |
| 131-138 | GST  | Gerolsteiner            |
| 141-148 | LAM  | Lampre-Fondital         |
| 151-158 | LSW  | Liberty Seguros-Würth   |
| 161-168 | LIQ  | Liquigas                |
| 171-178 | NSM  | Naturino-Sapore di Mare |
| 181-188 | PHO  | Phonak Hearing Systems  |
| 191-198 | QSI  | Quick Step-Innergetic   |
| 201-208 | RAB  | Rabobank                |
| 211-218 | SDV  | Saunier Duval-Prodir    |
| 221-228 | CSC  | Team CSC                |
| 231-238 | LPR  | Team LPR                |
| 241-248 | TMO  | T-Mobile Team           |

## Resoconto degli eventi
Dopo i primi ripetuti attacchi nei chilometri iniziali, nei pressi di Pavia (km 27) si staccò la principale fuga di giornata, con un gruppetto di otto uomini - Daniele Contrini (LPR), Unai Etxebarria (Euskaltel), Staf Scheirlinckx (Cofidis), Ludovic Auger (Française des Jeux), Kjell Carlström (Liquigas-Bianchi), Mirko Allegrini e Serhij Matvjejev (Panaria-Navigare), Giampaolo Cheula (Barloworld) - che a Novi Ligure (95 km) avevano già guadagnato 10'30" dal gruppo.
L'elevato distacco causò la reazione delle squadre dei principali velocisti, su tutte Quick Step prima, Milram e Crédit Agricole poi, e in cima al Passo del Turchino il divario era ancora di otto minuti. Solo lungo la via Aurelia il vantaggio dei fuggitivi iniziò a calare rapidamente e a Capo Mele era già inferiore ai tre minuti.
Dopo 254 km, dal gruppetto dei battistrada si staccò Allegrini, che attaccò sul Capo Berta, fu raggiunto dallo spagnolo Etxebarria e insieme riuscirono a guadagnare qualche secondo sugli ex compagni di fuga. Superata Imperia, a 32 km dal traguardo, i due battistrada avevano 15 secondi sugli altri sei mentre nel gruppo continuava il lavoro delle squadre dei velocisti, con la Lampre-Fondital a tirare. Tutti gli otto fuggitivi furono ripresi all'altezza di San Lorenzo al Mare ai piedi della Cipressa, quando ancora 27 km dovevano essere percorsi. Lungo la salita Gerolsteiner e Quick Step annullarono i tentativi di attacco. Ritornati sull'Aurelia, furono Moerenhout (Phonak), Trenti (Quick Step), Schleck (CSC) e Reynes (Caisse d'Epargne) ad attaccare, guadagnando una decina di secondi, che salirono a 25 all'altezza di Arma di Taggia, a 15 km da Sanremo. Ai piedi del Poggio il distacco dei fuggitivi dal gruppo dei velocisti era di 18" e negli ultimi chilometri della salita iniziò a tirare la Rabonank, facendo calare rapidamente lo svantaggio. Dai quattro di testa si staccò Schleck, che attaccò da solo a 8,3 km dal traguardo e a 1,5 km dalla cima del Poggio aveva un vantaggio di 10 secondi sui tre immediatamente dietro e di 15" sul gruppo. A poca distanza dallo scollinamento l'attacco di Ballan staccò dal gruppo anche Pozzato e Astarloa, poi il tentativo di Nocentini (Acqua & Sapone), Schleck e Sánchez (Euskaltel-Euskadi) arrivò alla base del Poggio, a 2,2 km dal traguardo, con 8 secondi di vantaggio ma fu riassorbito e il gruppo affrontò compatto l'ultimo chilometro. A 600 metri dall'arrivo attaccò ancora Nocentini, ripreso da Pozzato che contrattaccò trovandosi a 350 metri dalla vittoria. Dietro di lui Alessandro Petacchi si lanciò in una volata superba, riducendo il vantaggio di Pozzato a una bicicletta, ma fu inutile e l'atleta della Quick Step riuscì a vincere la sua prima Milano-Sanremo.

## Ordine d'arrivo (Top 10)
| Pos. | Corridore           | Squadra    | Tempo    |
| ---- | ------------------- | ---------- | -------- |
| 1    | Filippo Pozzato     | Quick Step | 6h29'41" |
| 2    | Alessandro Petacchi | Milram     | s.t.     |
| 3    | Luca Paolini        | Liquigas   | s.t.     |
| 4    | Tom Boonen          | Quick Step | s.t.     |
| 5    | Danilo Napolitano   | Lampre     | s.t.     |
| 6    | Óscar Freire        | Rabobank   | s.t.     |
| 7    | Stefano Garzelli    | Liquigas   | s.t.     |
| 8    | Alessandro Ballan   | Lampre     | s.t.     |
| 9    | Martin Elmiger      | Phonak     | s.t.     |
| 10   | Matteo Carrara      | Lampre     | s.t.     |

## Punteggi UCI
| Pos. | Corridore           | Squadra    | Punti |
| ---- | ------------------- | ---------- | ----- |
| 1    | Filippo Pozzato     | Quick Step | 50    |
| 2    | Alessandro Petacchi | Milram     | 40    |
| 3    | Luca Paolini        | Liquigas   | 35    |
| 4    | Tom Boonen          | Quick Step | 30    |
| 5    | Danilo Napolitano   | Lampre     | 25    |
| 6    | Óscar Freire        | Rabobank   | 20    |
| 7    | Stefano Garzelli    | Liquigas   | 15    |
| 8    | Alessandro Ballan   | Lampre     | 10    |
| 9    | Martin Elmiger      | Phonak     | 5     |
| 10   | Matteo Carrara      | Lampre     | 2     |